# Hohenacker (Waiblingen)

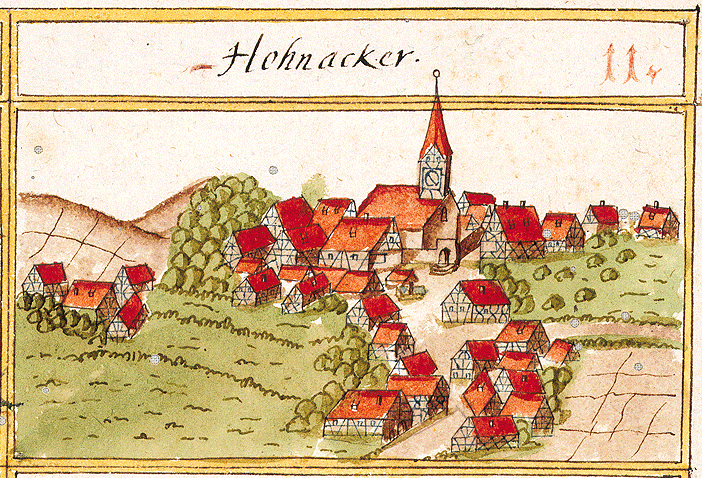
Hohenacker 1686 im Kieserschen Forstlagerbuch

Hohenacker ist ein Teilort der Kreisstadt Waiblingen im Rems-Murr-Kreis, Baden-Württemberg.

## Geographie
Die Wohngebiete Hohenackers liegen oberhalb der Rems auf der Hochebene. Der landschaftlich reizvolle Abschnitt der Rems der Gemarkung Hohenacker ist nicht korrigiert und ohne Straße im Talgrund.

Zu Hohenacker gehört der Weiler Zillhardtshof und der Wohnplatz Remsmühle.

## Geschichte
Das Dorf wurde 1350 erstmals urkundlich erwähnt. Unmittelbar in ihrer Nähe führten römische Straßen vorbei – Reste einer alten römischen Brücke künden davon. Im Mittelalter bestanden in Hohenacker zwei Burgen: Die kleine Gaisburg nordwestlich des Orts, auf einem Bergsporn zwischen der Rems und der Storrenklinge. Die zweite, weitgehend unbekannte Burgstelle (Burg Hohenacker) lag südwestlich des Dorfs, in der Burghalde. Von der Gaisburg ist nichts mehr zu sehen und von der anderen Burg hat sich nur der Flurname Burghalde sowie die Burghaldenstraße im Dorf erhalten. Im Dorf Hohenacker waren mehrere Adelsgeschlechter begütert: Die Herren von Aldingen, die Yberger und, nicht mit Sicherheit belegt, die Herren von Gaisberg.
Hohenacker wurde am 1. Januar 1975 in die Stadt Waiblingen eingegliedert. Heute ist Hohenacker vor allem ein ausgedehntes Wohngebiet der Kreisstadt Waiblingen.
Einwohnerentwicklung
| Jahr          | 1848 | 1945 | 1959 | 1961 | 1970 | 2007 |
| Einwohnerzahl | 565  | 800  | 1300 | 1871 | 3502 | 5215 |

## Politik

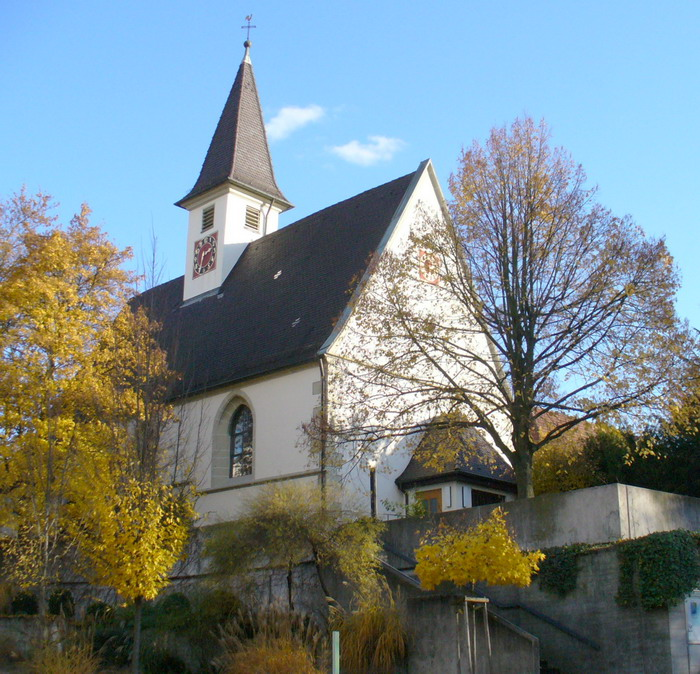
Evangelische Erhartskirche aus dem Jahre 1489

### Schultheißen, Bürgermeister und Ortsvorsteher
In der Ortschaft gibt es einen hauptamtlichen vom Gemeinderat in der Kernstadt gewählten Ortsvorsteher. Die 1975 mit der Eingemeindung eingeführte unechte Teilortswahl wurde zur Kommunalwahl von 2004 wieder abgeschafft.
Der aktuelle Ortsvorsteher ist Markus Felgendreher.
Liste der Schultheißen, Bürgermeister und Ortsvorsteher (unvollständig):
- 1809: Jakob Friedrich Mergentaler[3]
- 1913: Karl Klingler[4]

### Ortschaftsrat
Der mit der Eingemeindung im Jahre 1975 eingeführte Ortschaftsrat hat insgesamt 12 Sitze.

## Wappen
Das Wappen zeigt in Silber über einem erniedrigten blauen Wellenbalken eine blaue Pflugschar.

## Kultur und Sehenswürdigkeiten

### Bauwerke
- Die Evangelische Erharts-Kirche wurde 1489 erneuert und vergrößert, ist aber wohl noch älter.
- Vogelmühle an der Rems

## Wirtschaft und Infrastruktur
Der Teilort ist geprägt durch die noch vorhandene Landwirtschaft. In den letzten Jahren haben sich im ständig expandierenden Gewerbegebiet verschiedene mittelständische und handwerkliche Gewerbebetriebe niedergelassen.

### Verkehr
Hohenacker verfügt mit dem Bahnhof Neustadt-Hohenacker über einen S-Bahn-Anschluss an der S-Bahnlinie S3 (Backnang–Stuttgart-Flughafen) der S-Bahn Stuttgart.
Busverbindungen gibt es über Neustadt nach Waiblingen und nach Bittenfeld. Alle Linien verkehren zu einheitlichen Tarifen innerhalb des Verkehrs- und Tarifverbundes Stuttgart (VVS).

### Öffentliche Einrichtungen
Hohenacker besitzt ein Ortschaftsrathaus, in dem die wichtigsten Dienstleistungen der Verwaltung gegenüber den Bürgern angeboten werden.

### Bildung
Hohenacker besitzt eine Grundschule, die Lindenschule. Bis 2011 haben die Schüler danach die Schillerschule im angrenzenden Bittenfeld besucht. Seit August 2011 ist auch die Schillerschule in Bittenfeld eine reine Grundschule. Im benachbarten Teilort Neustadt gibt es mit der Friedensschule eine weiterführende Gesamtschule.

## Touristikrouten
- Waiblinger Mühlenweg – von der Geheimen Mühle in Beinstein, über die Hahnsche Mühle und die Häckermühle bis zur Hegnacher Mühle
- Remstal-Route – Touristikverband mit Rad- und Wanderwegen sowie gastronomischen und kulturellen Angeboten
- Remstalradweg – 90 km lange Radfahrer-Strecke
- Deutsche Fachwerkstraße
- Württemberger Weinstraße